# قداد تيبتي
قداد تيبتي (الاسم العلمي: Cricetulus kamensis) هو نوع من الحيوانات يتبع جنس قداد قزمي من فصيلة الفأرية.